# Недзвецкий, Владислав Ефимович
Владислав Ефимович Недзвецкий (1856, Могилёвская губерния — 1918, Верный) — натуралист, краевед, основатель Семиреченского областного музея. Собирал материалы по истории и культуре края, изучал флору и фауну Семиречья.

## Биография
Окончил в 1882 году Казанский университет, юридический факультет. За участие в политическом движении был сослан в Сибирь. В 1882-84 возглавлял Главное управление Западной Сибири. В 1884—1901 годах работал в Семиреченском управлении и Верненском суде. В 1901-13 годах — секретарь губернского статистического комитета. В 1918 вышел на пенсию.
В 1902 году был награждён орденом Святой Анны 2-й степени.
Весной 1909 года  организовал экспедицию в Чу-Илийские горы. В группу вошли он сам, гидротехник А. Н. Винокуров, ботаники-любители В. В. Новопашенный, А. С. Махонин и студент И. П. Лютек. Собранный в экспедиции гербарий направили в Санкт-Петербург ботанику Б. А. Федченко.
Автор брошюры «Узун-Агачское дело» (к 50-летию Узун-Агачского сражения в 1860 году).
21 декабря 1918 года в газете «Вестник Семиреченского трудового народа» (гор. Верный, № 146) появилось сообщение: «Мать и дочь с прискорбием извещают родных и знакомых о смерти горячо любимого мужа и отца Владимира Ефимовича Недзвецкого. Вынос тела в Троицкую церковь в 9 часов утра 21 декабря.»
Именем Недзвецкого названы эндемик Иле-Алатау Остролодочник (Oxytropis niedzweckiana) и Недзвецкия семиреченская (Niedzwedzkia Semiretschenskia) и один вид яблони — Яблоня Недзвецкого (Malus niedzwetzkyana).

## Семья
Сын — Борис Владиславович Недзвецкий (1888—?). В 1907 г. перешел в сословие казаков и проживал в Каскелене.